# Estació de Sant Joan (FGC)
|  | Aquest article tracta sobre l'estació de FGC al Vallès. Vegeu-ne altres significats a «Estació de Sant Joan (SFM)». |

Sant Joan és una estació de ferrocarril propietat de Ferrocarrils de la Generalitat de Catalunya (FGC) situada al polígon de Can Sant Joan de la població de Sant Cugat del Vallès a la comarca del Vallès Occidental. L'estació es troba a la línia Barcelona-Vallès per on circulen trens de les línia suburbana S2.
A diferència del tram Sant Cugat Centre - Sabadell Estació que va entrar en servei l'any 1922, com a perllongament del Tren de Sarrià cap al Vallès per part de l'empresa Ferrocarrils de Catalunya (FCC), el baixador de Sant Joan no es va inaugurar fins al 1965, tot i que ja havia funcionat de forma provisional. Es va crear el 1964 a petició de les famílies dels alumnes de l'Escola Viaró.
Aquesta estació s'ubica dins de la tarifa plana de l'àrea metropolitana de Barcelona, qualsevol trajecte entre dos dels municipis de l'àrea metropolitana de Barcelona valida com a zona 1. L'any 2016 va registrar l'entrada de 1.163.191 passatgers.

## Serveis ferroviaris
| Línia Barcelona-Vallès de FGC |             |       |            |                        |
| Procedència/Destinació        | <           | Línia | >          | Procedència/Destinació |
| Barcelona - Pl. Catalunya     | Volpelleres |       | Bellaterra | Sabadell Parc del Nord |

## Galeria d'imatges

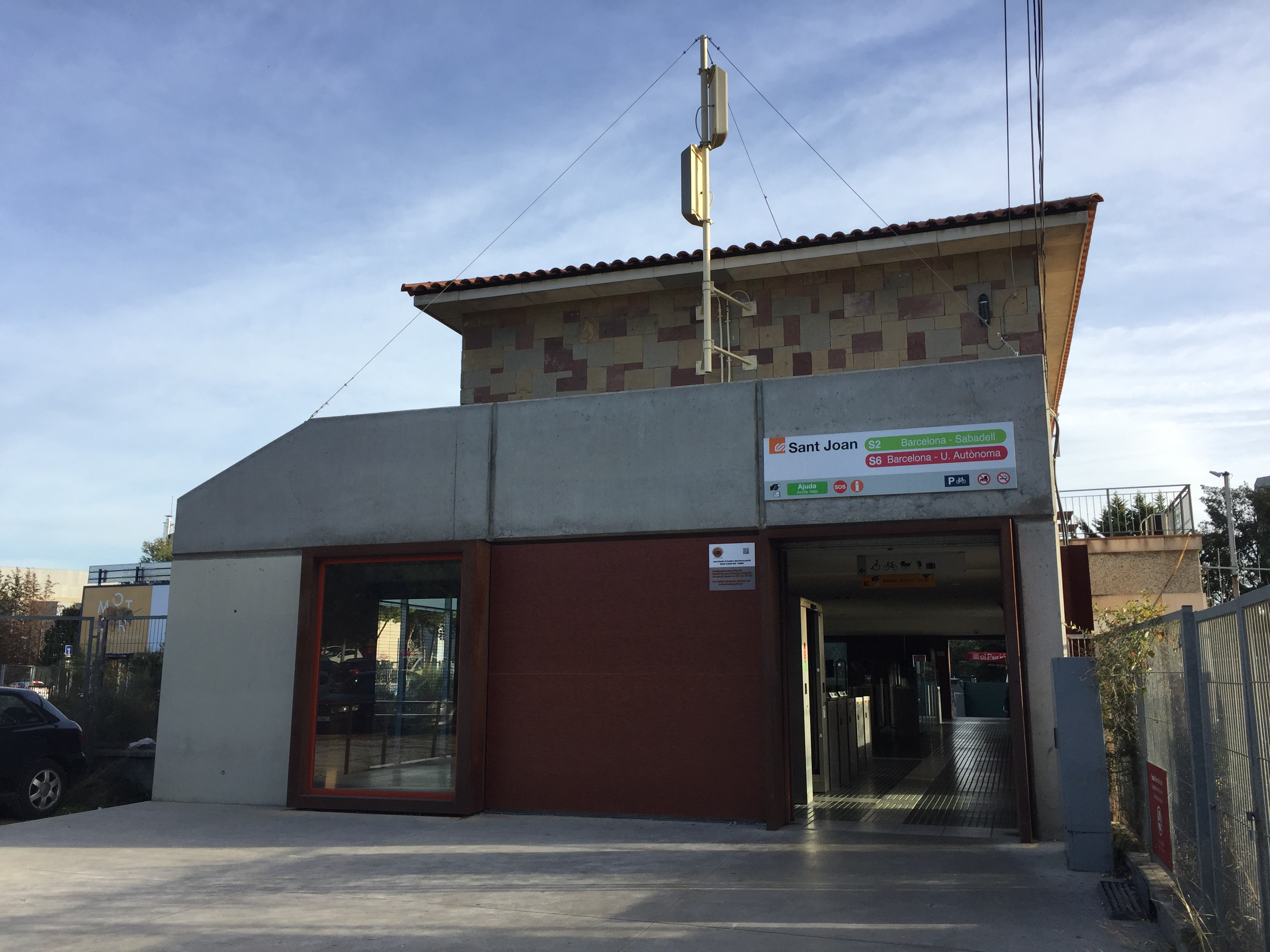
Edifici i accés
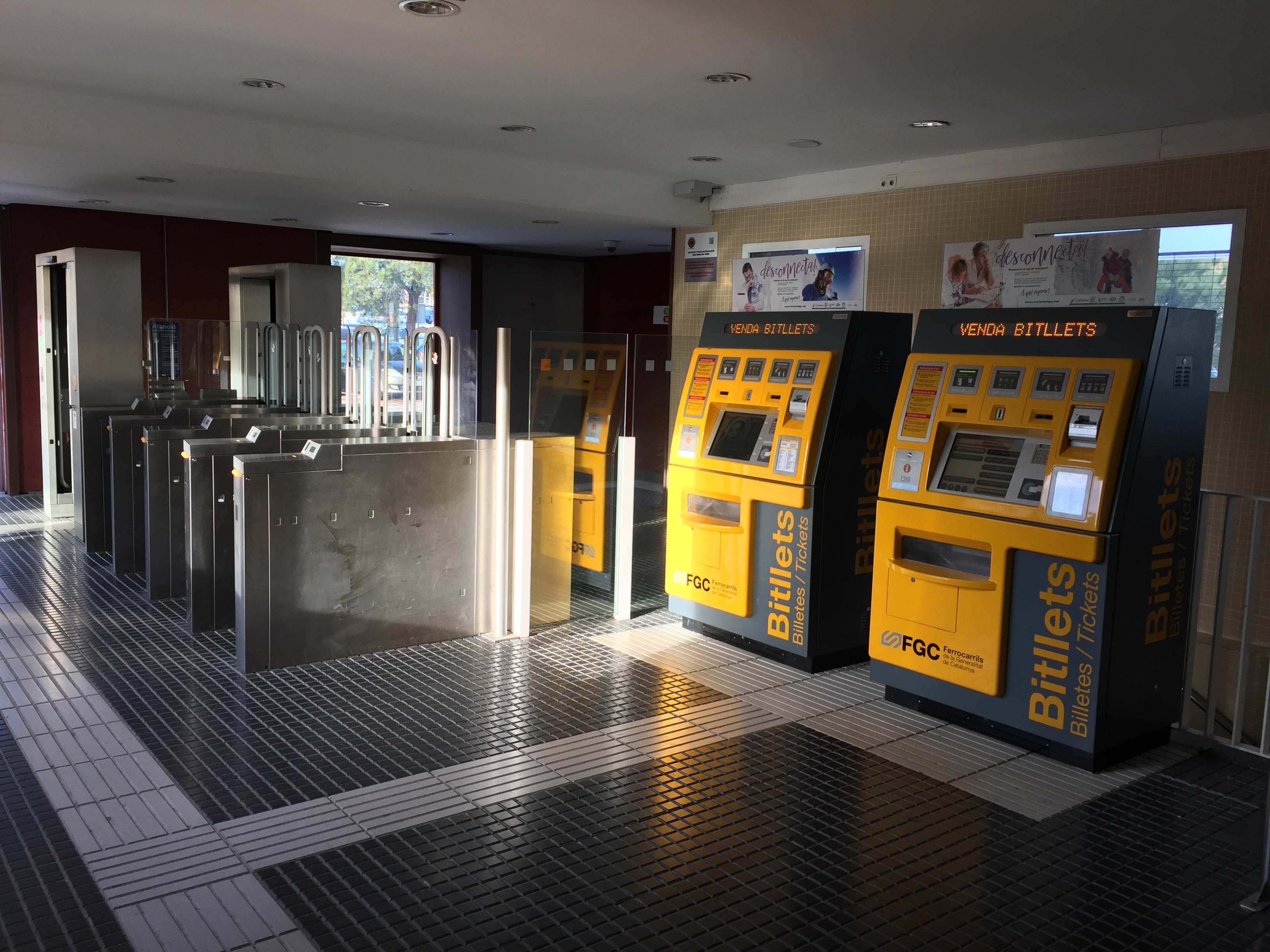
Vestíbul i màquines expenedores
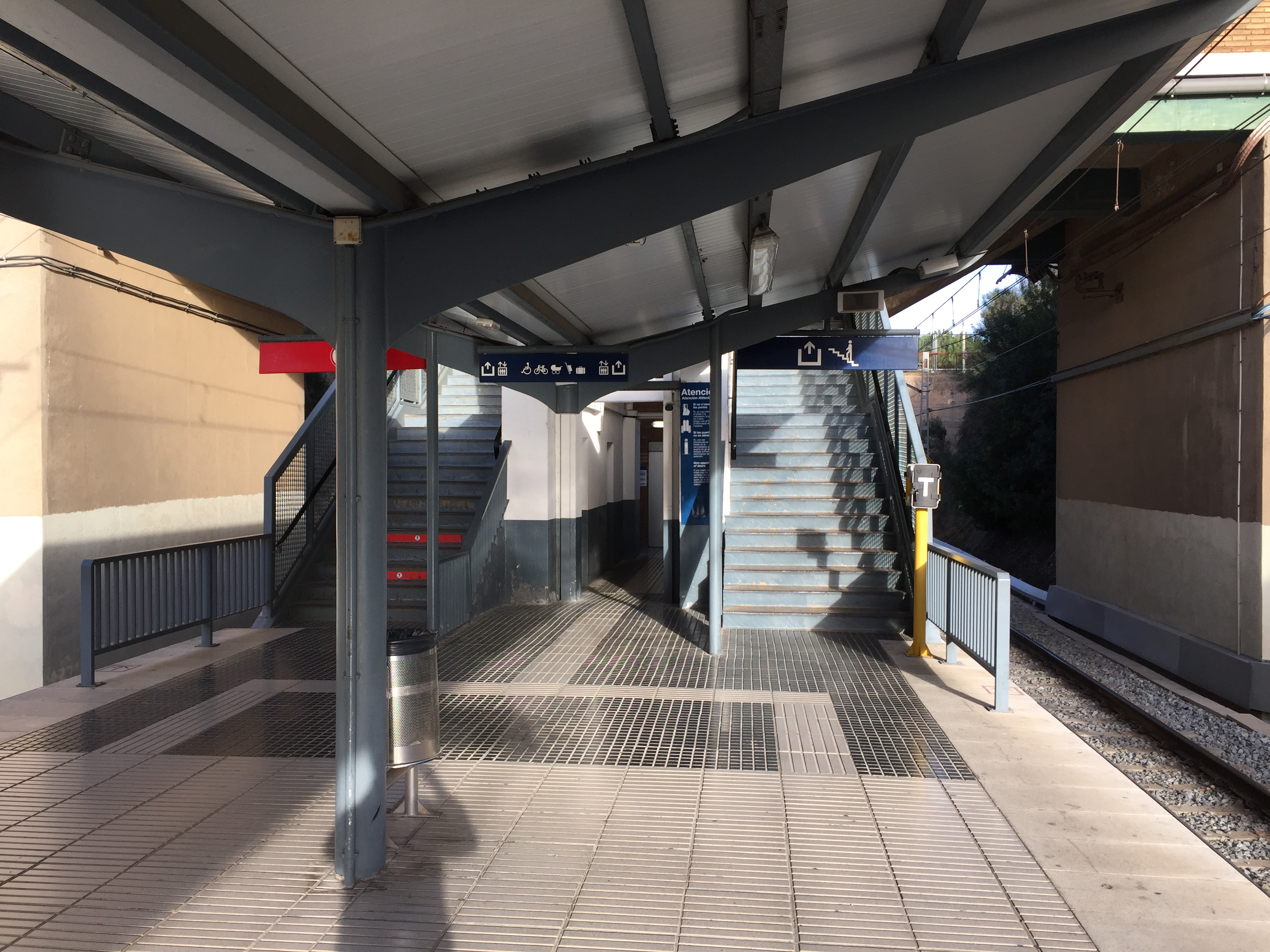
Accès a l'andana
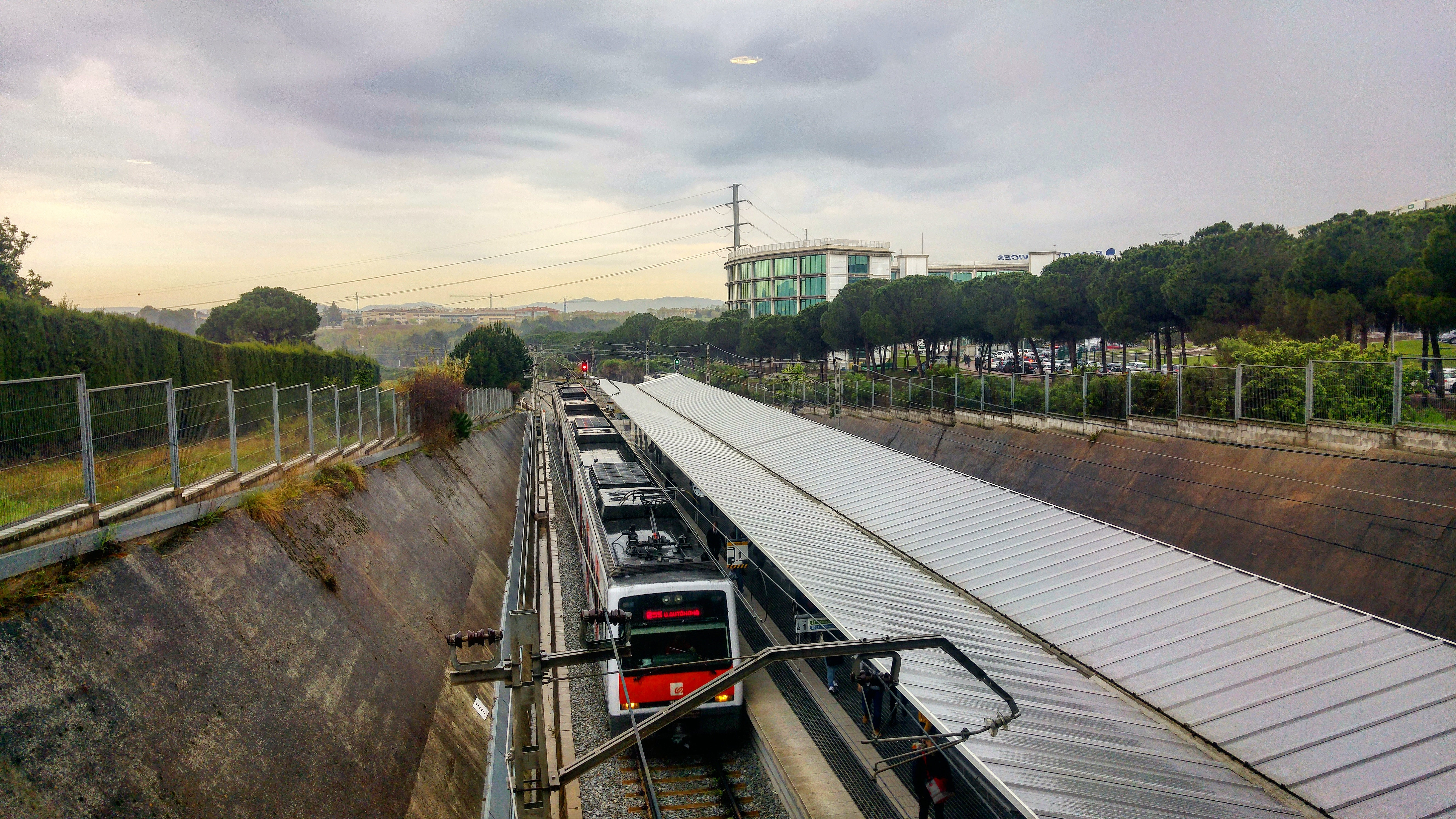
L'estació amb una unitat 112